# Zilveren Roos

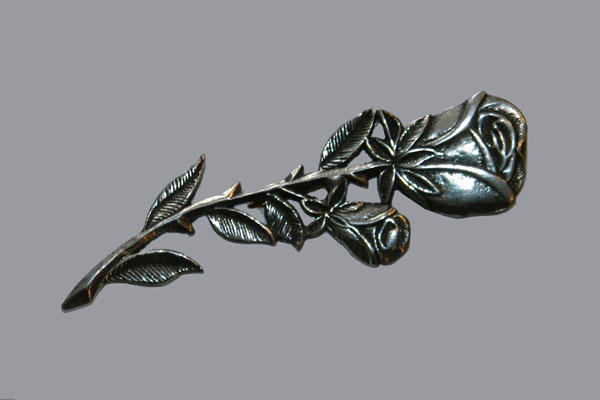
Zilveren roos

De Zilveren Roos is een insigne in de vorm van een verzilverde broche, bedoeld als blijk van waardering van een uitgezonden militair. De militair mag die persoon die tijdens de uitzendperiode het meeste voor hem of haar heeft betekend voordragen. 
De zilveren roos is in 1994 door de landmacht geïntroduceerd als eerbetoon aan het thuisfront.. Op initiatief van de Unifilvereniging en gesteund door het Veteranen Platform heeft de Nederlandse Minister van Defensie besloten 'het roosje' ook ter beschikking te stellen aan die veteraan die nog steeds een relatie heeft met degene die "tijdens de uitzending het belangrijkste voor hem/haar was en deze roos toen niet heeft gekregen". De veteraan reikt vervolgens zelf het erkenningsteken uit. De veteraan van ongeacht welk krijgsmachtdeel kan voor één missie de 'zilveren roos' aanvragen. Op het desbetreffende formulier worden de Koninklijke Landmacht, Koninklijke Luchtmacht, Koninklijke Marine, Koninklijke Marechaussee,  het Koninklijk Nederlands-Indisch Leger en de Koopvaardij genoemd als onderdelen waarin de aanvrager gediend kan hebben.
Als ontvangers worden in het formulier echtgenoten, ouders, partners, grootouders en ook "anderen" genoemd.  Aan het insigne is geen lint of baton verbonden. Het onbevoegd dragen van het insigne is niet strafbaar gesteld.
Behalve de Zilveren Roos zijn er meer insignes zoals het Draaginsigne Veteranen en het Draaginsigne Gewonden.

## Geschiedenis
Anders dan in veel andere landen hebben de veteranen in Nederland lange tijd weinig erkenning gekregen. Dat veranderde aan het einde van de 20e eeuw. Behalve de veteranen van de Tweede Wereldoorlog, de Politionele acties in Nederlands Indië, de Koreaanse Oorlog en de gevechten in Nederlands Nieuw Guinea waren er steeds meer veteranen van militair optreden vanwege de Verenigde Naties en West-Europese Unie.
Een draaginsigne is geen officiële militaire onderscheiding. Anders dan het Draaginsigne Veteranen wordt de Zilveren Roos, bestemd om alleen op de linker revers van jas of blazer of een dienovereenkomstige plaats op burgerkleding te worden gedragen, niet in een besluit van de Hoofddirectie Personeel Sectie Onderscheidingen van het Ministerie van Defensie genoemd.